# Барія (одиниця вимірювання)
Ба́рія або барій (англ. barye) — похідна одиниця вимірювання тиску в системі СГС. Українське позначення одиниці Б, міжнародне — Ba.
За визначенням 1 барія  рівна тиску, що створює сила в 1 дину, рівномірно розподілена по нормальній до неї поверхні площею 1 см2: 1 Б = 1 дин/см2.
В літературі побутує дві версії походження назви одиниці. За однією з версій назва походить від грецького βάρος — важкість. Інша версія — одиниця названа в честь французького скульптора Антуана-Луї Барі (фр. Antoine-Louis Barye).

## Зв'язок з іншими одиницями вимірювання
Зв'язок з одиницею тиску Міжнародної системи одиниць (SI): 1 Б = 0,1 Па.
Співвідношення з іншими одиницями вимірювання тиску:
1 Б = 0,1 Н/м2 = 10−6 бар = 10−4 пз = 1,0197·10−6 ат. = 0,98692·10−6 атм. = 7,5006·10−4 мм рт. ст. = 1,0197·10−5 м вод. ст. = 1,4504·10−5 psi.
В Україні в сфері законодавчо регульованої метрології до застосування ця одиниця вимірювання тиску не дозволена.